# الشاذلي العقبي (كاتب)
الشاذلي العقبي ولد في 7 يوليو 1945 في المرسى في تونس، هو كاتب تونسي يستعمل اللغة الفرنسية.

## السيرة الذاتية
الشاذلي العقبي زاول تعليمه في المدرسة الابتدائية كلود برنار في البلفيدير في تونس العاصمة ثم في معهد كارنو بتونس. درس الأدب الفرنسي في كلية الآداب بتونس وتحصل على ليسانس في الآداب وشهادة دراسات عليا حول موضوع Le complexe de culture dans l'œuvre critique de Gaston Bachelard (عقدة الثقافة في العمل النقدي لغاستون باشلار) من السوربون في 1970.

رواياته البوليسية منشورة تحت الاسم القلمي Al Sid ذكرت في أطروحة حول الأدب المغربي الفرونكوفوني أقيمت في السوربون وأخرى في جامعة بوردو مونتاني.

## العائلة
الشاذلي هو ابن المحامي المنصف العقبي وحفيد السياسي الشاذلي العقبي. جده محمد الصغير العقبي كان من المقربين من الأمير عبد القادر الجزائري. أمه هي ميمي العقبي ولدت القلاتي، وهي ابنة أخ حسن القلاتي، من مؤسسي الحزب الحر الدستوري في 1920.

## المؤلفات
- Rouges-gorges et souris ravageuses (أبو الحناء والفئران المدمرة)، دار نشر عليسا، قرطاج، 1997 (ردمك 9789973758125) (اسم قلمي Al Sid).
- Machettes, coconuts et grigris à Conakry (مناجل وجوز الهند ومفاتن في كوناكري)، دار نشر عليسا، قرطاج، 2000 (اسم قلمي Al Sid).
- Le Bâtonnier (العميد)، دار سراس للنشر، تونس العاصمة، 2002 (ردمك 9973-1-9560-4).
- Paysages d'automne (مناظر طبيعية خريفية)، دار نشر، قرطاج، 2009 (ردمك 978-9973-704-10-8).